# Język tae’
Język tae’, także: toradża wschodni, luwu’, luwu’-rongkong – język austronezyjski używany w prowincji Celebes Południowy w Indonezji. Według danych z 2000 roku posługuje się nim 340 tys. ludzi.
Dzieli się na kilka dialektów: rongkong, luwu północno-wschodni (bone-bone, masamba), luwu południowy, bua. Nazwa tae’ pochodzi od charakterystycznej formy przeczenia. Ta sama nazwa określa również spokrewniony język toraja-sa’dan.
Według informacji z lat 80. XX wieku jest powszechnie używany w kontaktach domowych i na poziomie lokalnym.
Jest zapisywany alfabetem łacińskim.